# Govern Nehammer
El Govern Nehammer (alemany: Bundesregierung Nehammer) és el 35è Govern d'Àustria, i va prendre possessió el 6 de desembre de 2021. És majoritàriament femení, dels 17 membres del gabinet 9 són dones i 8 homes.

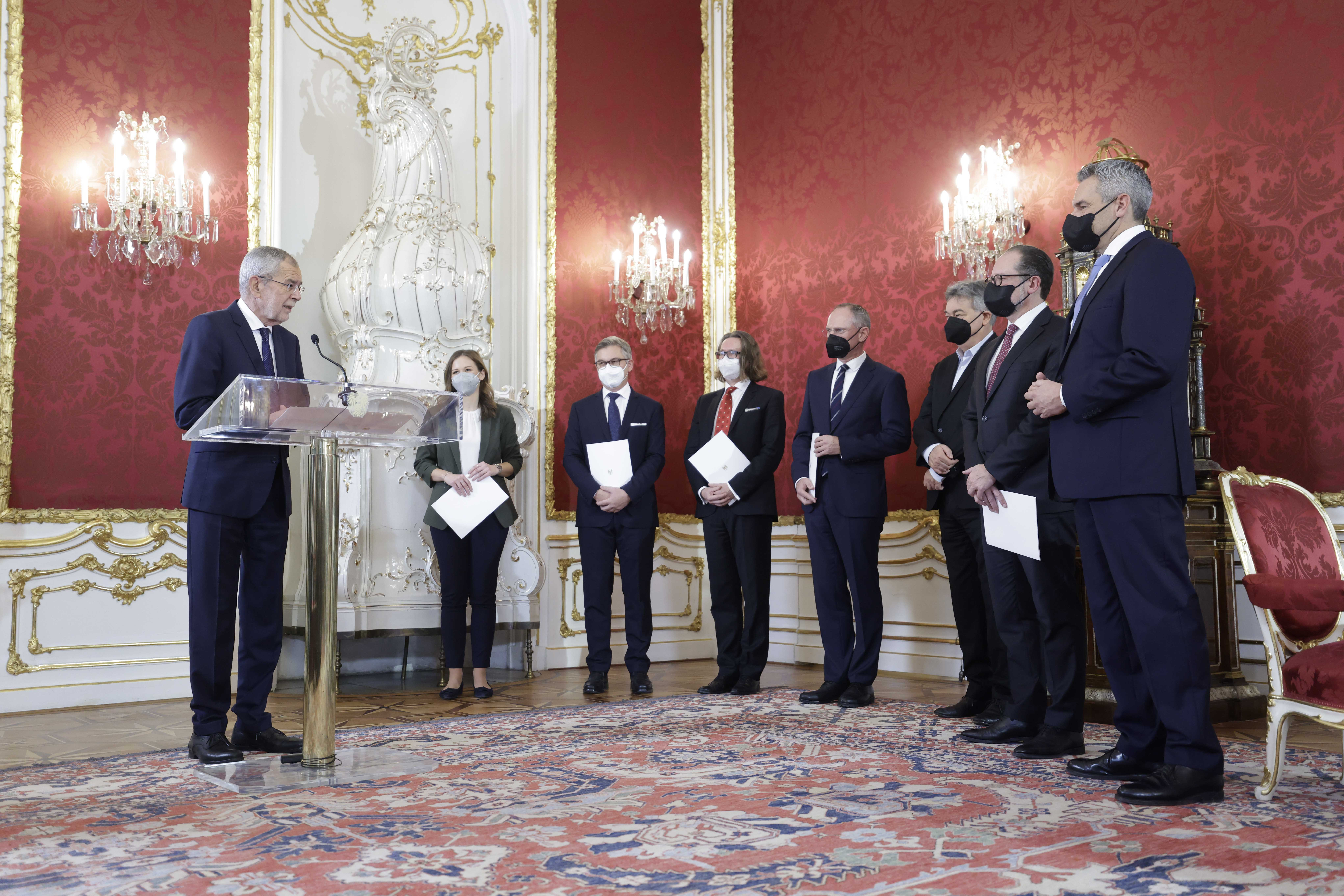
Cerimònia de presa de possessió dels nous membres del gabinet pel president austríac Alexander Van der Bellen el 6 de desembre de 2021

## Composició
El gabinet consta de:
| Retrat                                                                      | Nom                    | Càrrec                                                                                            | Presa de possessió    | Partit       |             |             |             |             |
| Cancelleria                                                                 | Cancelleria            | Cancelleria                                                                                       | Cancelleria           | Cancelleria  | Cancelleria | Cancelleria | Cancelleria | Cancelleria |
| --------------------------------------------------------------------------- | ---------------------- | ------------------------------------------------------------------------------------------------- | --------------------- | ------------ | ----------- | ----------- | ----------- | ----------- |
|                                                                             | Karl Nehammer          | Canceller d'Àustria                                                                               | 6 de desembre de 2021 | ÖVP          |             |             |             |             |
|                                                                             | Werner Kogler          | Viceministre d'Arts, Cultura, Administració Pública i Esport                                      | 7 de gener de 2020    | Verds        |             |             |             |             |
| Ministres de la Cancelleria                                                 |                        |                                                                                                   |                       |              |             |             |             |             |
|                                                                             | Susanne Raab           | Ministre de Cancelleria per la Dona i la Integració                                               | 7 de gener de 2020    | ÖVP          |             |             |             |             |
| Ministra de la Dona, la Família, la Integració i els Mitjans de comunicació | Susanne Raab           | 1 de febrer de 2021                                                                               |                       |              |             |             |             |             |
|                                                                             | Karoline Edtstadler    | Ministre de Cancelleria de la UE i Constitució                                                    | 7 de gener de 2020    | ÖVP          |             |             |             |             |
| Ministres                                                                   |                        |                                                                                                   |                       |              |             |             |             |             |
|                                                                             | Magnus Brunner         | Ministre de Finances                                                                              | 6 de desembre de 2021 | ÖVP          |             |             |             |             |
|                                                                             | Martin Polaschek       | Ministre d'Educació, Ciència i Recerca                                                            | 6 de desembre de 2021 | Independent  |             |             |             |             |
|                                                                             | Leonore Gewessler      | Ministre d'Acció pel Clima, Medi Ambient, Energia, Mobilitat, Innovació i Tecnologia [mb-alpha 1] | 7 de gener de 2020    | Verds        |             |             |             |             |
|                                                                             | Martin Kocher          | Ministre de Treball                                                                               | 11 de gener de 2021   | ÖVP          |             |             |             |             |
|                                                                             | Elisabeth Köstinger    | Ministre d'Agricultura, Regions i Turisme                                                         | 7 de gener de 2020    | ÖVP          |             |             |             |             |
|                                                                             | Alexander Schallenberg | Ministre d'Assumptes Europeus i Internacionals                                                    | 6 de desembre de 2021 | ÖVP          |             |             |             |             |
|                                                                             | Wolfgang Mückstein     | Ministre d'Assumptes Socials, Sanitat, Assistència i Protecció del Consumidor                     | 19 d'abril de 2021    | Verds        |             |             |             |             |
|                                                                             | Gerhard Karner         | Ministre de l'Interior                                                                            | 6 de desembre de 2021 | ÖVP          |             |             |             |             |
|                                                                             | Margarete Schramböck   | Ministre d'Assumptes Digitals i Econòmics                                                         | 7 de gener de 2020    | ÖVP          |             |             |             |             |
|                                                                             | Klaudia Tanner         | Ministre de Defensa                                                                               | 7 de gener de 2020    | ÖVP          |             |             |             |             |
|                                                                             | Alma Zadić             | Ministre de Justícia                                                                              | 7 de gener de 2020    | Verds        |             |             |             |             |
| Secretaris d'Estat                                                          |                        |                                                                                                   |                       |              |             |             |             |             |
|                                                                             | Claudia Plakolm        | Secretari d'Estat de la Cancelleria per la Joventut i les Generacions                             | 6 de desembre de 2021 | ÖVP          |             |             |             |             |
|                                                                             | Andrea Mayer           | Secretari d'Estat del Ministeri d'Art, Cultura, Funció Pública i Esport                           | 20 de maig de 2020    | Independents |             |             |             |             |
|                                                                             |                        |                                                                                                   |                       |              |             |             |             |             |